# شراب مهمانی چاقالو
شراب مهمانی چاقالو (انگلیسی: Fatty's Wine Party) فیلمی کوتاه به کارگردانی راسکو آرباکل محصول سال ۱۹۱۴ کشور ایالات متحده آمریکا است.

## بازیگران
- راسکو آرباکل
- سیدنی چاپلین
- آلیس دونپورت
- ادوارد دیلان
- مینتا دارفی
- میبل نورماند
- مک سوین
- بیلی گیلبرت